# 藤澤秀敏
藤澤 秀敏（ふじさわ ひでとし、1948年（昭和23年）7月8日 - ）は、日本のジャーナリスト。元東京オリンピック・パラリンピック競技大会組織委員会広報局長。元NHK解説委員長（2008年 - 2012年）。

## 経歴
徳島県出身。1964年4月 徳島県立脇町高等学校に入学。高校時代にAFSプログラムにより米国へ1年間留学。徳島県立脇町高等学校を卒業後、早稲田大学政治経済学部に入学。同大学を卒業後の1973年、記者としてNHKに入局。初任地は『札幌放送局』。1978年より放送総局報道局外信部(現在の国際部)に配属。東京での勤務を経て、1982年より海外特派員として香港に駐在。1984年に渡米し、ロサンゼルス、ワシントン特派員を経験。
1988年に日本に帰国。国際部デスクを担当。在任期間中の1989年1月7日 昭和天皇崩御の際は 国際部から最新の動きに加え、アメリカの動きを伝えた。1991年年『NHKワシントン支局長』に就任。支局長時代は 大統領選挙の取材やクリントン大統領誕生の瞬間や今後のアメリカの動きを詳しく伝えた。
帰国後の1995年度からは『NHKニュース9』の2代目メインキャスターに就任。キャスター時代は 緊迫する国際情勢に加えて、スポーツコーナーや気象情報も兼務。在任期間中の1997年香港返還のニュースを現地から生放送で返還のニュースを伝え、キャスターは3年間担当した。1998年4月からはBSの国際報道番組BS23のメインキャスターに就任。在任期間中の2000年に九州沖縄サミットが開催され、現地サミット会場から最新情報を伝えた。キャスターは5年間担当した。
2003年からはNHKニューヨーク支局 (現在のNHKアメリカ総局)長に就任し、4年間務めた。後任には、記者出身で『NHK中国総局』勤務経験もある脇田哲志が就任した。2007年年、日本に帰国後『NHK解説委員室』解説委員に就任、同年11月19日からニュースウオッチ9のメインキャスターに肺疾患で降板した柳澤秀夫の代理として就任。約9年半ぶりの21時台の報道番組担当となった。2007年度末を以て伊東敏恵アナウンサーとスポーツ担当の青山祐子アナウンサーと共にキャスターを退任（但し青山アナは同番組のメインキャスターに横滑りし、後任の田口五朗のちの大越健介とコンビを組んだ）。
キャスター退任後、還暦を迎え、2008年6月16日付の人事で解説委員長に昇格し、2012年6月まで通算5年間務めた。
2013年3月末付を以てNHKを退職。翌月から南スーダンの公共放送化を支援するプロジェクトに参加していたが、2014年に東京オリンピック・パラリンピック競技大会組織委員会広報局長に就任した。2年間の任務を経て、2016年退任した。

## 出演番組
- NHKニュース9（1995年度 - 1998年度）
- BS23（1998年度 - 2002年度）
  - ワールドニュースBS22
  - BS22・ワールドニュース
  - BS23・ワールドニュース
- ニュースウオッチ9（2007年11月 - 2008年3月、メインキャスター代行）

## その他
- 1990年代後半、いしいひさいちがNHKニュースをパロディで扱う際のキャスターとして度々登場している。